# 周大本
周大本，號立齋，中國清朝官員，貴州鎮遠人。
周大本爲拔貢出身，曾任長泰縣知縣。乾隆卅四年（1769年）擔任台灣府諸羅縣知縣。乾隆卅七年（1772年），周大本見彌陀寺頹毀，乃號召募款重建。